# El Moudjahid
El Moudjahid es un periódico argelino en francés. Se publica todos los días, excepto los viernes. El periódico tiene su sede en Argel. Su director en 2008 es Larbi Timizar.
Se concibió originalmente como un instrumento de propaganda y boletín de información del Frente de Liberación Nacional (FLN) entre 1954 y 1962, durante la guerra de Argelia. Se distribuía entre los combatientes. Su nombre en francés es una transliteración del árabe مجاهد (Muyahid) que significa "guerrero santo", un nombre utilizado por el FLN para referirse a sus guerrilleros. 
Después de la guerra, se convirtió en el principal periódico de Argelia, actuando como órgano de propaganda para el partido único del gobierno. Cuando Argelia inició su apertura política en 1988 y permitió la publicación de periódicos independientes, El Moujahid permaneció como publicación. Hoy es un periódico controlado por el Estado, pero sus vínculos con el FLN se redujeron con las elecciones de 1991.